# Total Experience Records
Total Experience Records foi uma gravadora americana fundada por Lonnie Simmons. Seus artistas de maior sucesso foram os grupos The Gap Band e Yarbrough and Peoples. Começou originalmente em 1977 como uma companhia de produção cujos artistas gravavam para a Mercury Records antes de se tornar um selo em 1981. De seu início em 1981 até o fim de 1983, a Total Experience foi uma subsidiária do selo parente da Mercury, a PolyGram. Em 1984, o selo mudou sua distribuição da PolyGram para a RCA Records.

## História

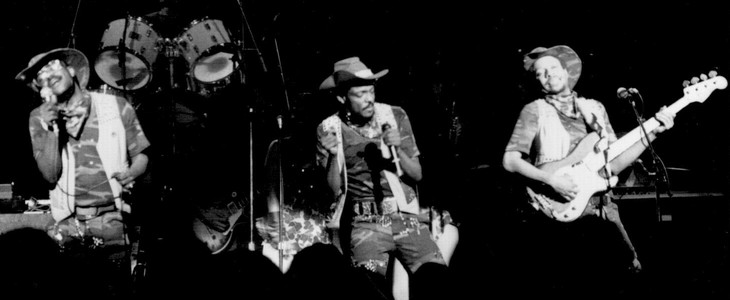
The Gap band em 1983

Nos anos 1970, Lonnie Simmons gerenciava um clube no Crenshaw Boulvevard no South Los Angeles chamado The Total Experience, similar ao Roxy Theatre no West-Hollywood. Simmons investiu em um estúdio de gravação (comprando a propriedade previamente ocupada pelo Sound Recorders Studios), lançando sua companhia de produção, e conheceu o grupo Gap Band através de um amigo, o cantor D. J. Rogers. Ele então teve a ideia de reduzir a formação original do grupo de doze membros para apenas o trio formado pelos irmãos Ronnie, Charlie e Robert Wilson. Após assinar com o Gap Band através da Total Experience Productions (como era chamada), e assegurar um contrato com a Mercury Records no final de 1978, o próprio Simmons produziu os álbuns do grupo durante sua existência, sendo co-autor da música de estreia "Oops Up Side Your Head".
Ainda no Texas em 1977, o líder do Gap Band, Charlie Wilson descobriu a dupla Alisa Peoples & Calvin Yarbrough, que estavam se apresentando como parte da banda Grand Theft. Charlie convenceu Lonnie que desse uma chance ao casal, o que compensou em 1980, quando lançaram a canção "Don't Stop the Music", que ficou no topo das paradas R&B. Esta canção foi imediatamente seguida pelo sucesso do Gap Band "Burn Rubber on Me (Why You Wanna Hurt Me)". Ambos álbuns foram certificados ouro e dois álbuns do Gap Band foram certificados platina. Os três primeiros álbuns do Gap Band produzidos por Simmons, bem como o álbum de estreia de Yarbrough and Peoples, The Two of Us foram lançados pela Mercury. Estes discos foram sólidos o bastante para dar à Simmons credibilidade para transformar sua companhia de produção em gravadora, e a Total Experience Records foi lançada em 1981.
O álbum Gap Band IV, lançado no início de 1982, foi o primeiro lançado pela Total Experience. O sucesso de Gap Band IV, o álbum de estreia de Robert "Goodie" Whitfield, Call Me Goodie (também lançado em 1982), Gap Band V: Jammin' de 1983 e Heartbeats de Yarbrough and Peoples resultou um lucrativo contrato de distribuição com a RCA Records no início de 1984. No final de 1984, A Total Experience Christmas foi lançado, contendo canções de cinco artistas da gravadora, bem como duas dos compositores do selo.
Embora o Gap Band e Yarbrough & Peoples ainda tivessem discos entrando nas paradas em meados dos anos 80, o sucesso foi efêmero o que resultou na caída das vendas. Lonnie contratou novos artistas no período de 1984-85 e dois já estabelecidos: a banda Switch e Billy Paul. Nenhum deles conseguiu qualquer sucesso com a Total Experience. O Gap Band lançou 4 álbuns: Gap Band VI, Gap Band VII, Gap Band 8 e  Straight from the Heart antes de se mudarem para a Capitol Records em 1989. Yarbrough and Peoples deixaram o selo em 1986, e voltaram para o Texas, onde se casaram em 1987.
Em 1987 a Total Experience perdeu seu contrato de distribuição com a RCA e continuou como um selo independente, fechando logo depois. O catálogo após 1984 agora pertence à Minder Records (uma divisão da BMG Rights Management), enquanto o que foi distribuído pela PolyGram pertence à The Island Def Jam Music Group.

## Membros

### Artistas[3]

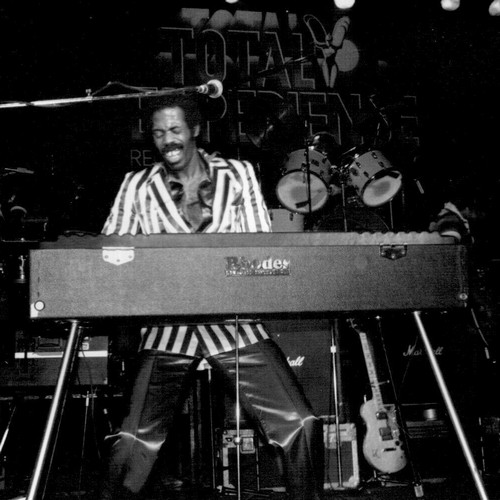
Robert "Goodie" Whitfield em 1983

- Bernie Hamilton & the Inculcation Band (1985) s
- Billy & Baby Gap (1987) s
- Billy Paul s
- Eddie "E.T." Towns (1985) s
- The Gap Band (1977–1988) m
- Robert "Goodie" Whitfield (1982–1985) m
- Pattie Howard (1985) s
- Pennye Ford (1984) s
- Prime Time (1984) m
- Prophet (1985) s
- Sparkle s
- Switch (1984) s
- Will King (1985) s
- Yarbrough and Peoples (1980–1985) m

Um m indica que o grupo lançou vários álbuns completos pela Total Experience.

Um s indica que o artista ou lançou apenas um álbum completo pela Total Experience, ou lançou vários singles e nenhum álbum.

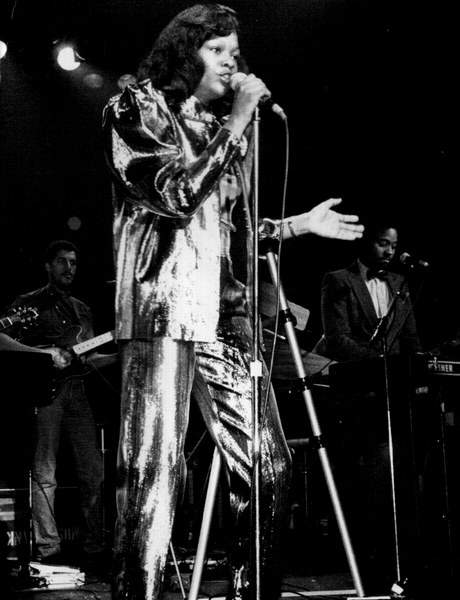
Yarbrough and Peoples em 1983

### Produtores chave
- Jonah Ellis p
- Lonnie Simmons
- Oliver Scott p
- Suha Gur

### Compositores chave
- Charlie Wilson p
- Jonah Ellis p
- Lonnie Simmons
- Malvin Vice
- Oliver Scott p
- Raymond Calhoun
- Robert Wilson p
- Ronnie Wilson p
- Rudolph Taylor

Um p indica que o compositor/produtor também fez parte de ao menos uma canção pela gravadora.